# Kulturna baština: Utvrde uz Cetinu
Kulturna baština: Utvrde uz Cetinu, hrvatski dokumentarni film iz 2012., snimljen u proizvodnji Hrvatske radiotelevizije. Dokumentarni film izradili su: stručni suradnik Ivan Alduk, urednica i scenaristica Edda Dubravec, producent emisije Mile Brkljačić, rasvjeta Ljudevit Fistrić, snimatelj tona Srećko Čabraja, sinkronizacija Robert Stanić, tekst čitao Drago Celizić, izbor glazbe Emilio Kutleša, asistentica redatelja Petra Marotti, montažer Damir Đurčević, snimatelj Tvrtko Mršić, redatelj Luka Marotti.